# Міхеєв Андрій Ігорович
Андрій Ігорович Міхеєв (рос. Андрей Игоревич Михеев; 11 серпня 1993, Татарка, Росія — лютий 2024, Авдіївка, Україна) — російський військовик, рядовий ЗС РФ. Герой Російської Федерації.

## Біографія
Учасник вторгнення в Україну, гранатометник стрілецького батальйону. Загинув під час боїв за Авдіївку.

## Нагороди
- Звання «Герой Російської Федерації» (24 серпня 2024, посмертно)[1][2][3]